# Ljudmila Kasatkina
Ljudmila Ivanovna Kasatkina, in russo Людмила Ивановна Касаткина? (Novoe Selo, 15 maggio 1925 – Mosca, 22 febbraio 2012), è stata un'attrice sovietica e russa.

## Filmografia parziale

### Attrice
- Ukrotitel'nica tigrov, regia di Aleksandr Ivanovskij e Nadežda Koševerova (1954)
- Medovyj mesjac, regia di Nadežda Koševerova (1956)
- Po tu storonu, regia di Fёdor Ivanovič Filippov (1958)
- Grossmejster, regia di Sergej Mikaėljan (1972)

## Premi
- Artista benemerita della RSFSR
- Artista del popolo della RSFSR
- Artista del popolo dell'Unione Sovietica
- Ordine al merito per la Patria
- Ordine dell'Amicizia
- Ordine del distintivo d'onore